# Utkinton and Cotebrook
Utkinton and Cotebrook är en civil parish i Cheshire West and Chester i Cheshire i England. Det inkluderar Cotebrook, Fishers Green, High Billinge, Hollins Hill, Heath Green, Quarrybank och Rowley Bank. Skapad 1 april 2015.